# دار الكتاب المقدس الأسترالية

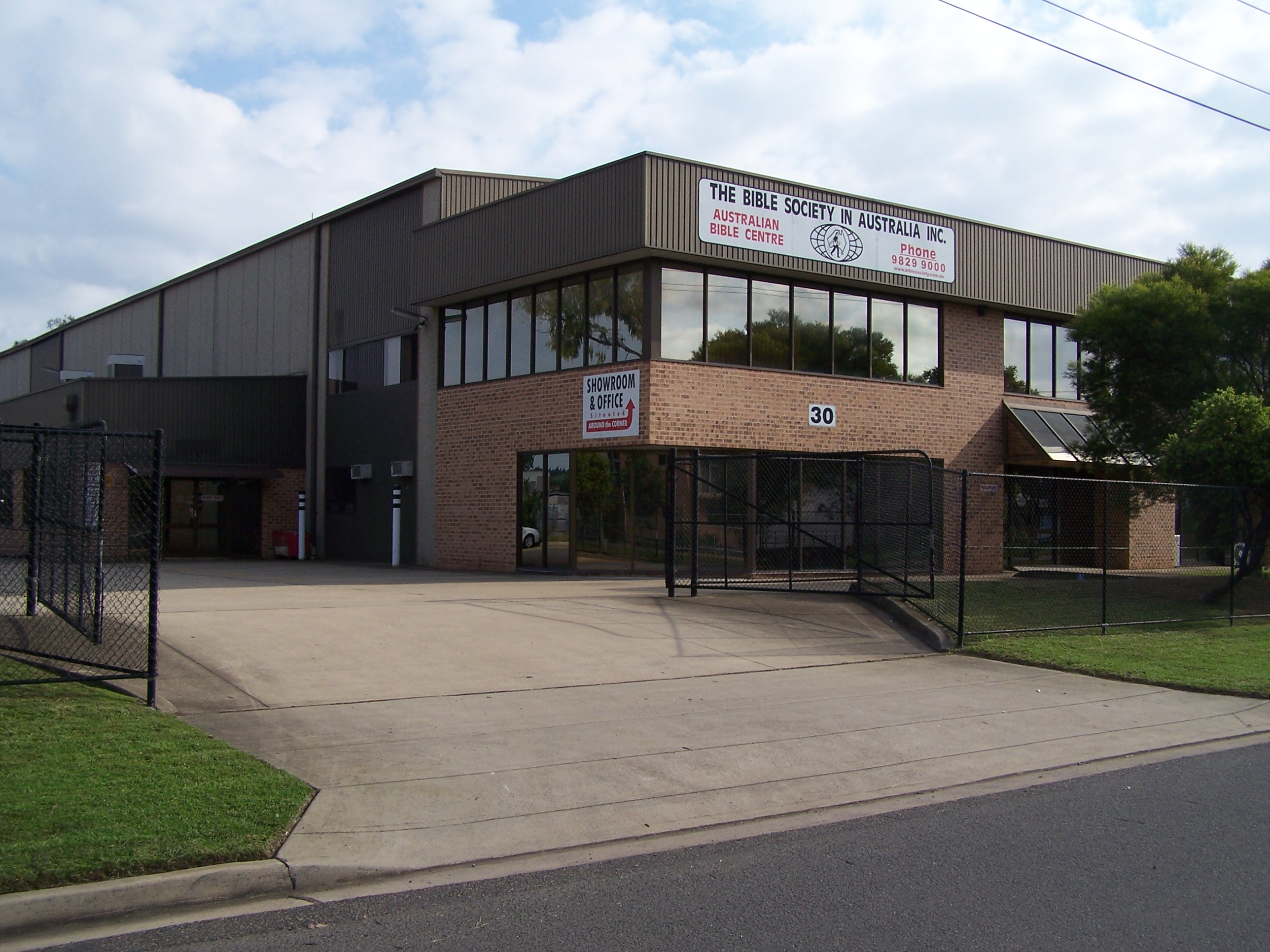
دار الكتاب المقدس الأسترالية

دار الكتاب المقدس الأسترالية هي جمعية خيرية مسيحية غير طائفية لطبع ونشر الكتاب المقدس تم إنشاؤها في سيدني يوم يوم 7 مارس 1817.وتهدف إلى جعل الكتاب المقدس متاحًا في أستراليا.

## وصلات خارجية
- موقع دور الكتاب المقدس المتحدة
- الموقع الرسمي لدار الكتاب المقدس الأسترالية